# بيتتشا
بيتتشا مدينة في شمال غرب سلوفاكيا وتتبع إقليم جيلينا.

## أعلام
- جوزيف تيسو